# 9291 Аланбурдік
9291 Аланбурдік (1982 QO, 1982 SB1, 1993 TR12, 9291 Alanburdick) — астероїд головного поясу.
Тіссеранів параметр щодо Юпітера — 3,202.